# Суперкубок Португалии по футболу 2020
Суперкубок Португалии по футболу 2020 (порт. Supertaça Cândido de Oliveira de 2020) — 42-й розыгрыш Суперкубка Португалии, в котором принимали участие чемпион Португалии и обладатель Кубка Португалии — «Порту» и серебряный призёр Чемпионата Португалии — «Бенфика». Таким образом в финале Суперкубка состоялось знаменитое «О Класико» — главное противостояние в Португалии.
Матч за Суперкубок состоялся 24 декабря 2020 года. Поединок закончился победой «Порту» с итоговым счётом 2:0. Для клуба этот трофей стал 22-м.

## Отчёт о матче
| Порту                      | 2:0     | Бенфика |
| -------------------------- | ------- | ------- |
| Оливейра 25′ Луис Диас 95′ | (отчёт) |         |

| Порту | Бенфика |